# Альпійський тип рельєфу
Альпійський тип рельєфу — тип рельєфу, властивий гірським країнам, охопленим сучасним гірським зледенінням або таким, що зазнали значне зледеніння в четвертинний час. Характеризується різким розчленуванням, крутизною і скелястістю схилів, гостротою і зазубреністю вододілів і вершин. Залежить від висоти снігової лінії, тому може зустрічатися в горах різної висоти. До гір альпійського типу відносяться Альпи, Кавказ, Памір, Гімалаї та ін.
Снігова лінія формується під впливом кліматичних особливостей даної території, насамперед співвідношенням тепла і вологи, а також макро- і мезорельєфу. Вона являє собою відображення нижнього рівня хіоносфери в реальних умовах рельєфу земної поверхні. Снігова лінія знижується в холодних і вологих районах і піднімається в теплих і посушливих. В Антарктиці вона опускається до рівня моря, а в Арктиці розташована на кілька сотень метрів вище рівня моря. Найбільшої висоти снігова лінія досягає в сухих тропічних і субтропічних районах (на Тибетському нагір'ї і Південноамериканських Андах до 6,5 км), знижуючись на екваторі до 4,4 км.

## Фотогалерея — альпійські пейзажі

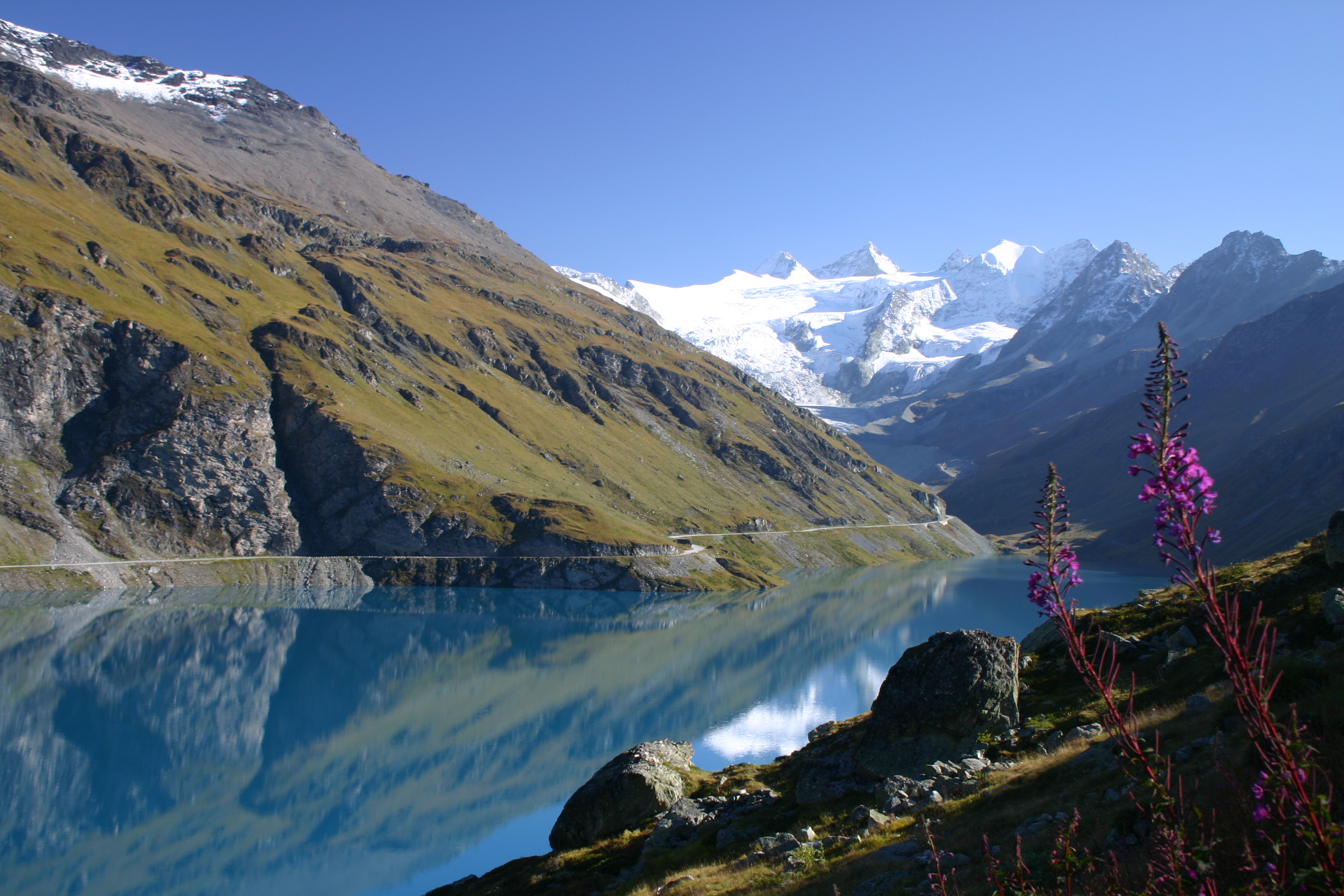
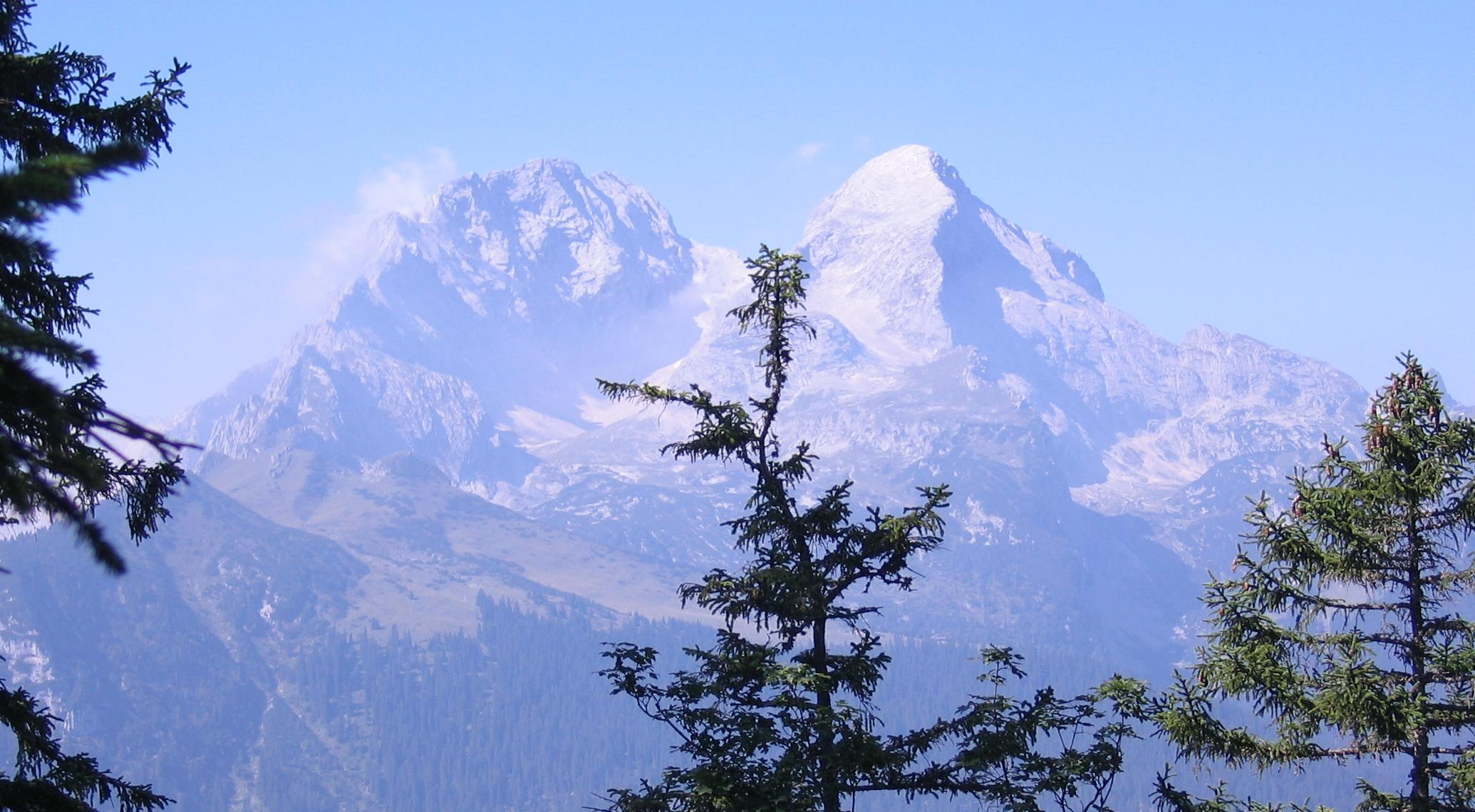
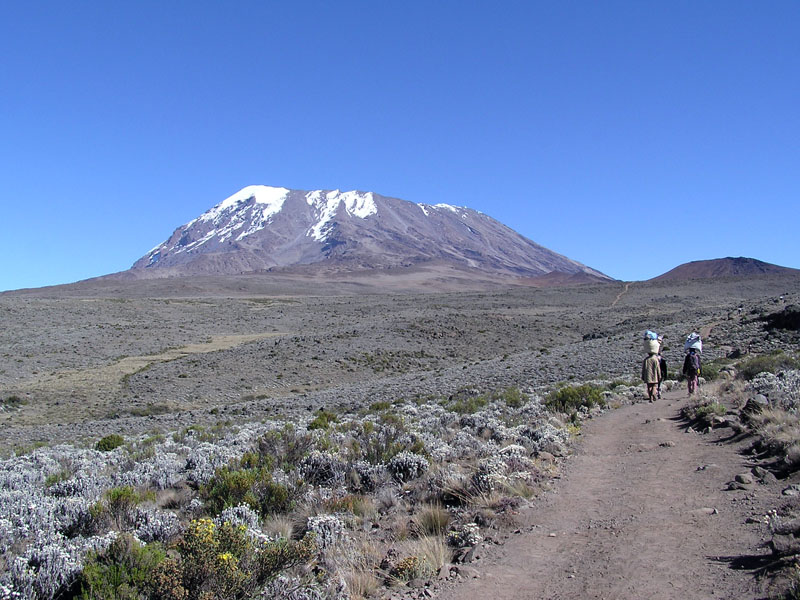
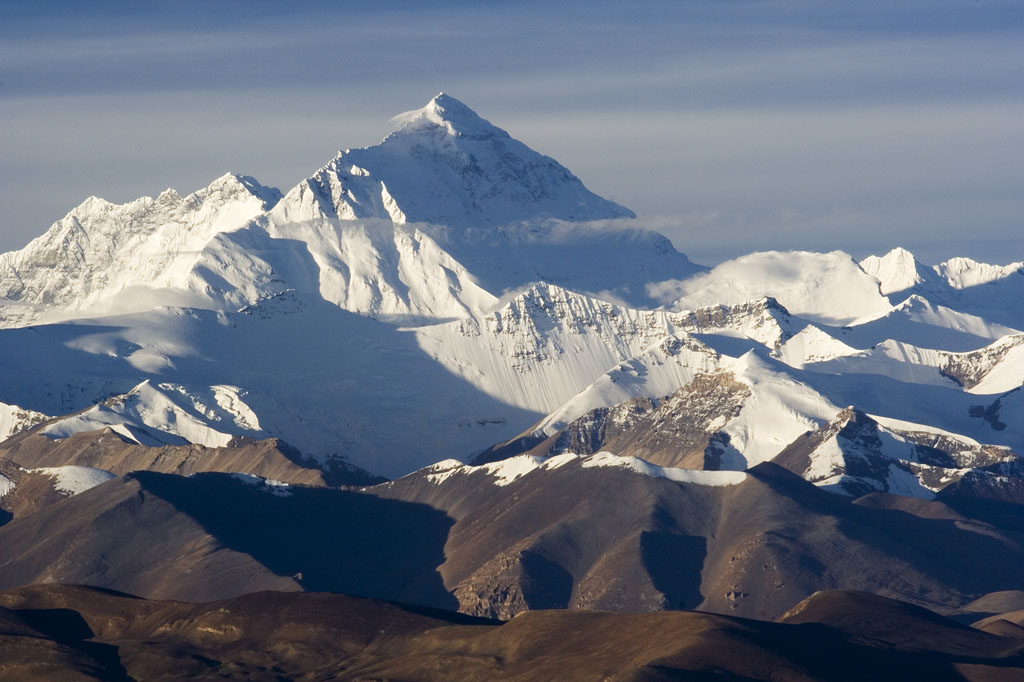

## Фотогалерея — альпійські тварини

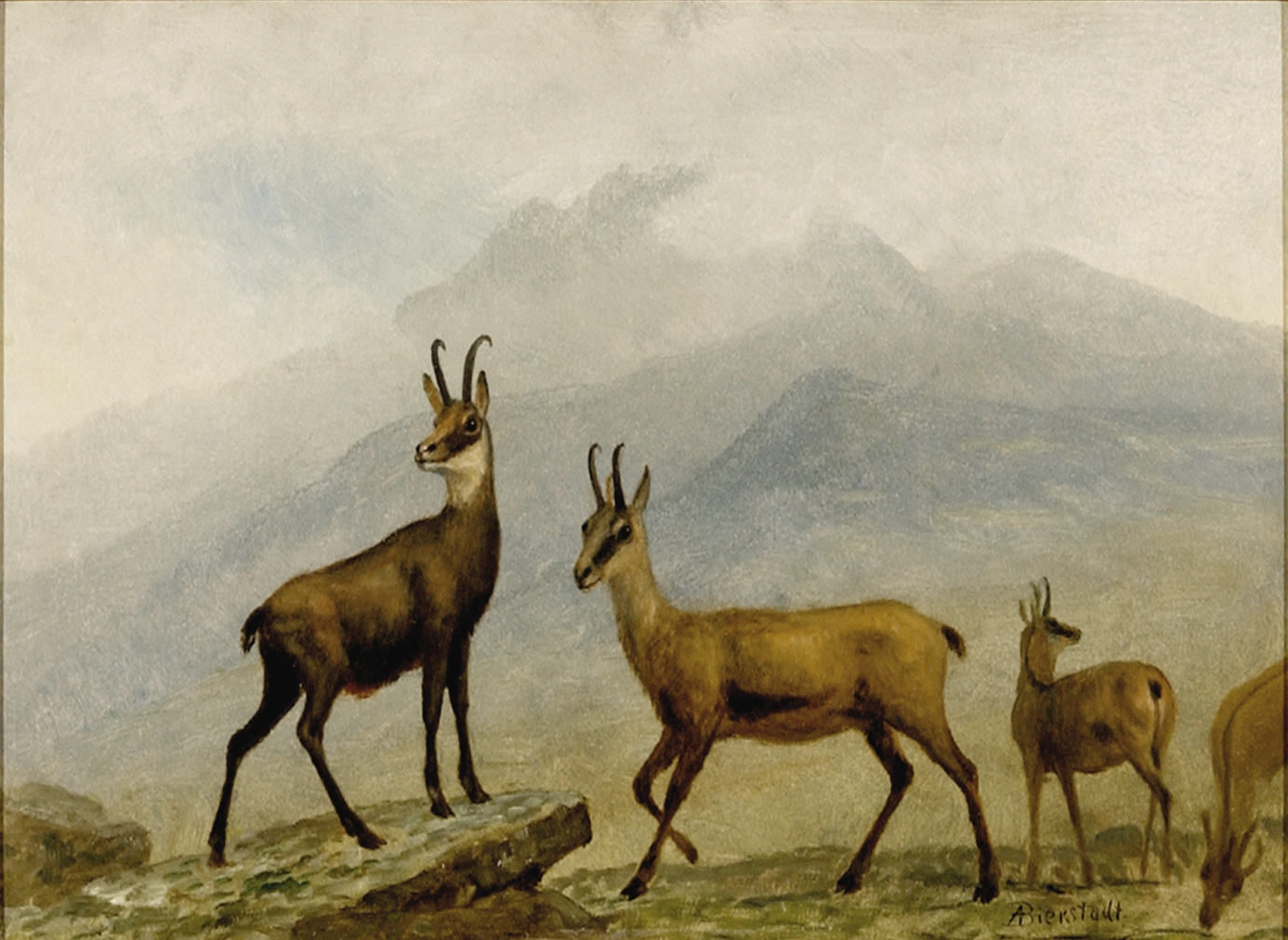
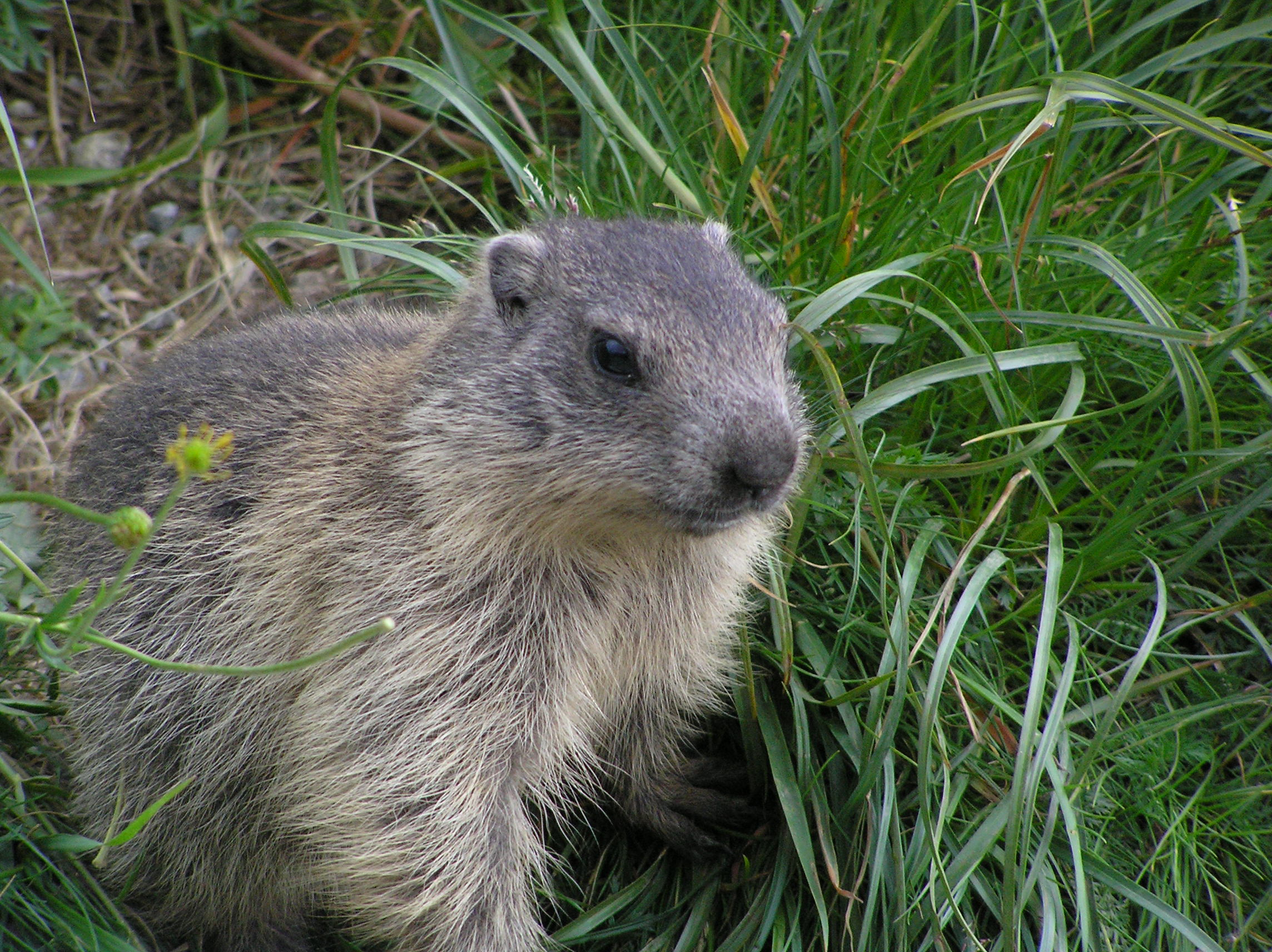
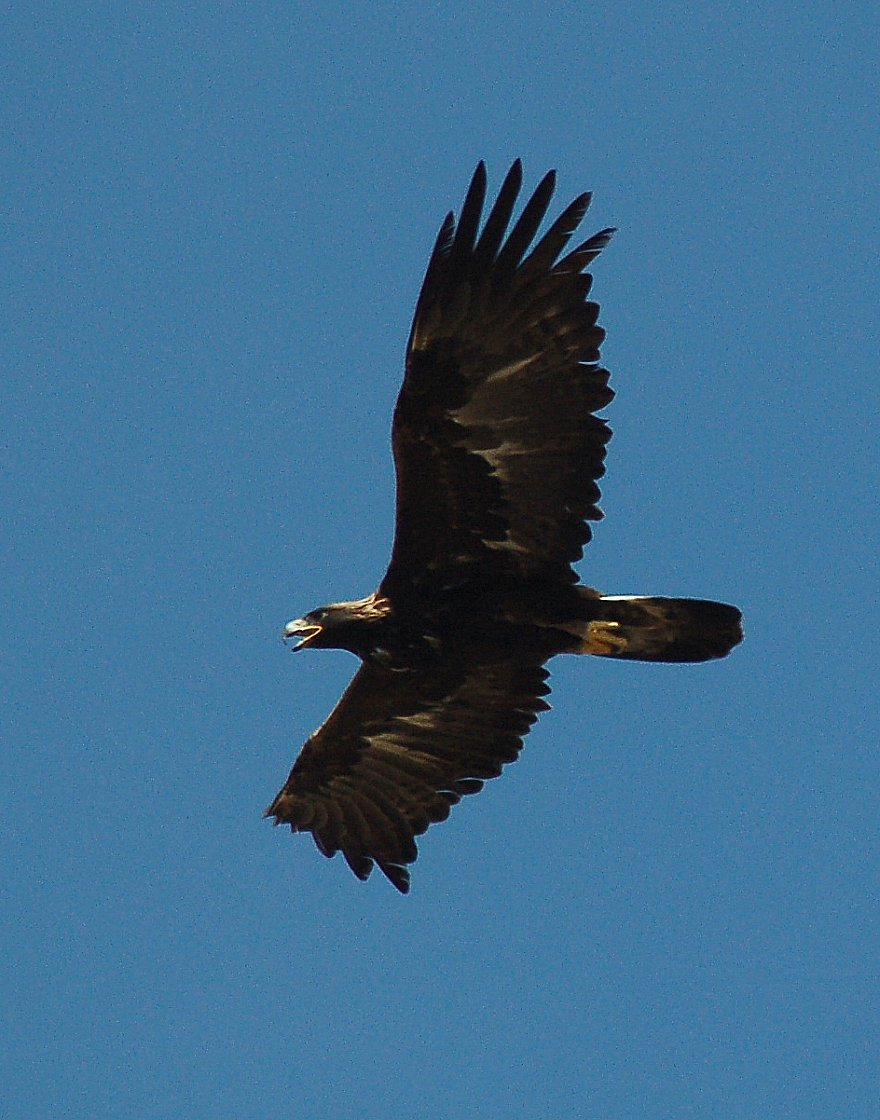
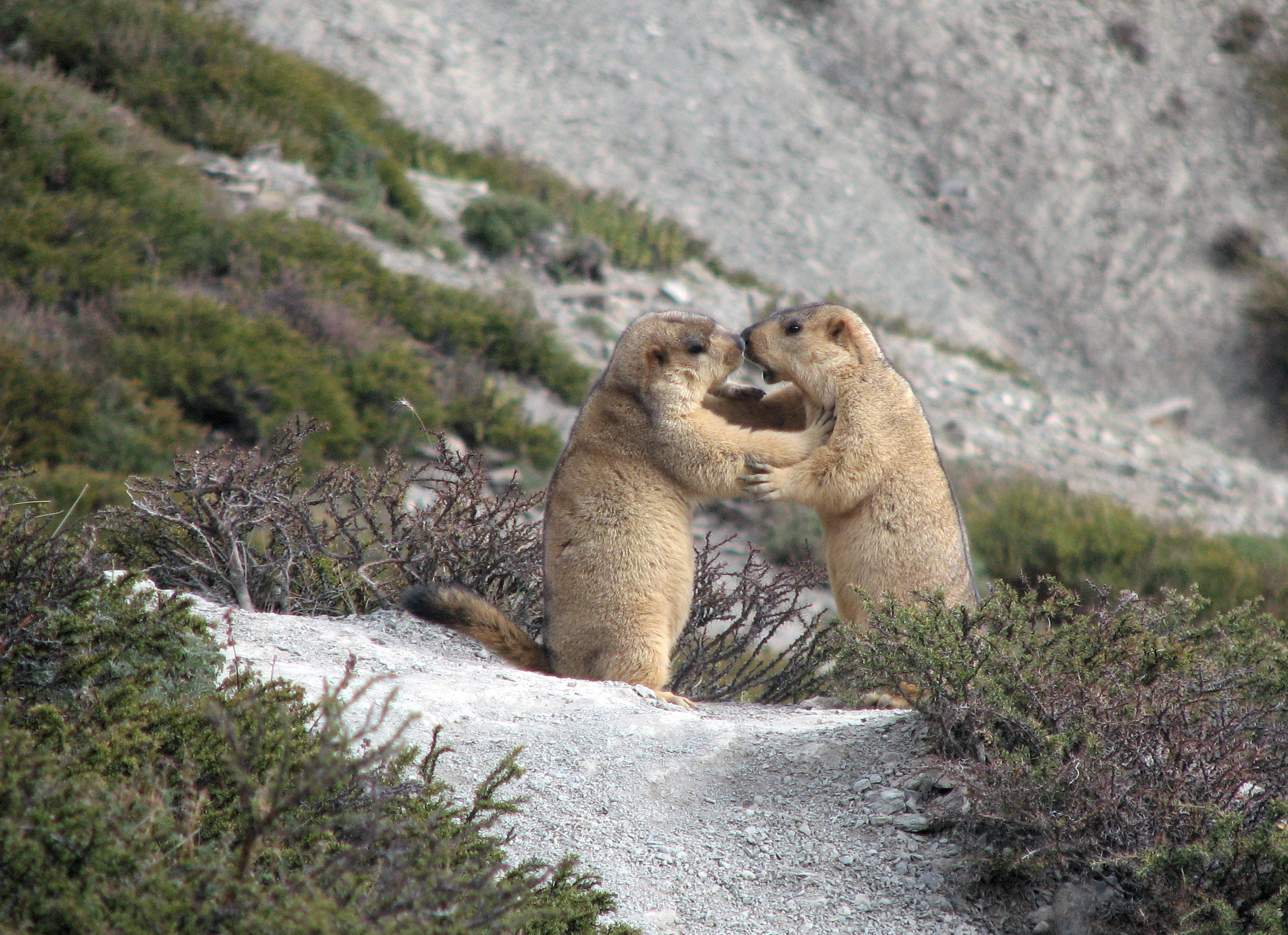